# Немеш, Иосиф
Иосиф Немеш (рум. Iosif Nemeș; 1903 — неизвестно) — румынский регбист, замок и фланкер. Бронзовый призёр летних Олимпийских игр 1924 года.

## Биография
Иосиф Немеш родился в 1903 году.
Играл в регби за «Стадиул Ромын» из Бухареста на позициях замка и фланкера.
В 1924 году вошёл в состав сборной Румынии по регби на летних Олимпийских играх в Париже и завоевал бронзовую медаль. Провёл 2 матча, очков не набирал.
В 1927 году сыграл за сборную Румынии в матчах с Германией и Чехословакией.
О дальнейшей жизни данных нет.

## Память
6 июня 2012 года в составе сборной Румынии, завоевавшей бронзу летних Олимпийских игр 1924 года, введён в Зал славы регби.